# 30 ans d'amour...
30 ans d'amour... è un album video postumo della cantante italo-francese Dalida, pubblicato il 23 novembre 2018 da Universal Music France.
Il DVD, pubblicato con la raccolta Les Numéros un, contiene una serie di sei eventi postumi, avvenuti nel 2017, per i trent'anni dalla morte di Dalida. Vi sono, ad esempio, degli estratti della mostra che si tenne al museo Galliera di Parigi dal 27 aprile al 13 agosto 2017, dove furono esposti centodieci abiti di scena (dei circa centocinquanta posseduti dalla cantante) ed oggetti/accessori vari che Dalida usava portare nelle sue esibizioni (scarpe, cinture, gioielli...).
Inoltre, è stata inserita una delle ultime interviste di Dalida: un inedito risalente al 24 aprile 1986 registrato per il programma francese Superstars. Nel salotto della sua villa di Montmartre, la cantante risponde ad una serie di domande che le vengono poste sulla sua carriera ed, in particolar modo, sul film che ha girato, con alcuni intermezzi in cui ripete, in lingua araba, parti del copione.

## Tracce
1. En avance sur son temps
2. Dalida revient pour un soir à l'Olympia pour la première du film "Dalida"
3. Exposition "Dalida: une garde-robe de la ville à la scène" au Palais Galliera - Musée de la mode
4. Dalida en hologramme (hit-parade)
5. Trois grands artistes lui rendent hommage
6. Bal Dalida à Montmartre
7. Une de ses dernières interviews (inedito - programma Superstars, 24 aprile 1986)